# Stigmatodon
Die Pflanzengattung Stigmatodon gehört zur Familie der Bromeliengewächse (Bromeliaceae). Die etwa 36 Arten gedeihen meist lithophytisch an nahezu senkrechten, kahlen Felsen nur im östlichen Brasilien.

## Beschreibung

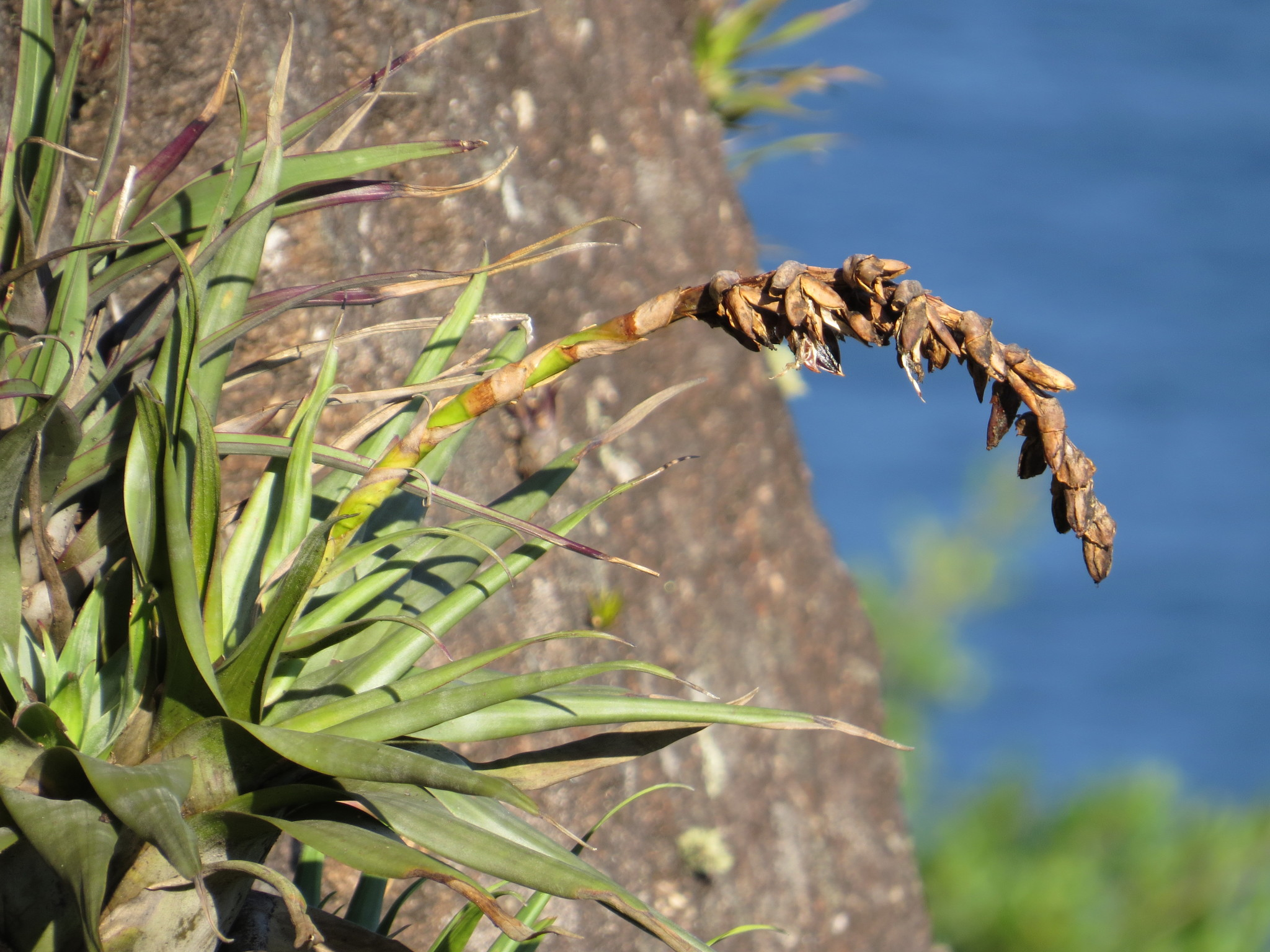
Habitus, Laubblätter und Fruchtstand von Stigmatodon goniorachis

### Vegetative Merkmale
Stigmatodon-Arten sind immergrüne, ausdauernde, krautige Pflanzen. Sie brauchen viele Jahre bis zur Bildung ihres Blütenstandes. Nach der Samenbildung stirbt das Exemplar ab, aber zuvor werden an oberirdischen relativ kurzen Ausläufern Tochterpflanzen (Kindel genannt) gebildet.
Stigmatodon-Arten sind manchmal Trichterbromelien. Die meist mittelgroßen Blatttrichter („Zisternen“) zum Sammeln von Wasser und Nährstoffen entstehen dadurch, dass ihre Sprossachsen gestaucht sind und die Laubblätter dicht in Rosetten zusammen stehen und sich überdecken. Bei vielen Arten stehen die Laubblätter zwar in Rosetten zusammen, aber nicht so dicht, dass sich wasserspeichernde Trichter bilden. Die parallelnervigen Laubblätter sind ganzrandig und meist schwertförmig. Je nach Art sind die Laubblätter mehr oder weniger xeromorph, mehr oder weniger ledrig und dicht beschuppt. Die einfachen Blattspreiten sind oft schmal-dreieckig mit zugespitztem oberen Ende. Die Blattränder sind oft gestutzt.

### Generative Merkmale
Es sind kurze bis lange Blütenstandsschäfte vorhanden. Die einfach und traubigen oder zusammengesetzten und rispigen Blütenstände sind je nach Art mehr oder weniger lange haltbar. Die mehr oder weniger ledrigen Tragblätter sind während der Anthese grünlich, hell-purpur-kastanienfarben oder strohfarben und manchmal bis kurz vor der Anthese stark gefaltet. Die Blüten sind oft zweizeilig, während der Anthese oft deutlich einseitswendig an der Blütenstandsachse angeordnet.
Die oft nur nachts geöffneten Blüten duften. Die zwittrigen Blüten sind dreizählig. Die drei symmetrischen Kelchblätter sind nicht gekielt, nahe ihrer Basis lederig verdickt. Die drei freien Kronblätter sind verkehrt-eiförmig oder verkehrt-eiförmig-spatelförmig mit gerundetem oder stumpfem, ausgerandetem oberen Ende. Die Kronblätter sind grünlich, weißlich oder hell-gelblich. Die Blütenkrone ist glockenförmig und es sind gut entwickelte, lang gezähnte bis dünn zugespitzte Anhängsel vorhanden. Es sind zwei Mal drei Staubblätter vorhanden. Die Staubblätter sind kürzer als die Kronblätter und können die Blütenkrone überragen. Die Staubfäden sind frei. Die Staubbeutel sind dorsifix. Die drei Fruchtblätter sind zu einem halbunterständigen Fruchtknoten verwachsen. Der Griffel ist länger als der Fruchtknoten und kann die Blütenkrone überragen. Die Narbe besteht aus drei Narbenlappen, die meist nicht oder selten spärlich papillös sind und deren Ränder unregelmäßig gezähnt bis geschlitzt sind.
Es werden Kapselfrüchte gebildet. Die Samen besitzen „Fallschirme“, ähnlich wie bei der Pusteblume, aber zwei davon, der an der Samenbasis ist deutlich länger ist als das Samenkorn und der am oberen Ende des Samens ist kurz.

## Systematik und Verbreitung
Die Gattung Stigmatodon wurde 2016 durch Elton J. C. Leme, Gregory K. Brown und Michael H. J. Barfuss in Taxonomic revision of Bromeliaceae subfam. Tillandsioideae based on a multi-locus DNA sequence phylogeny and morphology. In: Phytotaxa, Volume 279, Issue 1, 2016, S. 56 mit 18 Arten aufgestellt. Die Typusart ist Vriesea harrylutheri Leme & G.K. Br. mit dem neuen Namen Stigmatodon harrylutheri (Leme & G.K.Br.) Leme, G.K. Br. & Barfuss. Sie enthält 2023 etwa 34 Arten.
Der Gattungsname Stigmatodon setzt sich aus den altgriechischen Wörtern stigmatis für „Narbe“ und odon für Zähne zusammen und bezieht sich auf die unregelmäßig gezähnten bis geschlitzten Ränder der Narbenlappen.
Die Systematik der Unterfamilie Tillandsioideae ist wegen der Abgrenzungsproblematik der Gattungen und neuerer phylogenetischer Untersuchungen, nach denen die ursprüngliche Gattung Vriesea in drei Gattungen (Vriesea, Alcantarea und Werauhia) aufgeteilt wurde, steten Veränderungen unterworfen. Die Arten der neuen Gattung Stigmatodon waren größtenteils in der Gattung Vriesea eingegliedert. Auf Grund molekulargenetischer Untersuchungen und Neubewertung der morphologischen Merkmale wurde die Tribus Vrieseeae W.Till & Barfuss 2016 in zwei Subtribus gegliedert.
Die Gattung Stigmatodon Leme, G.K.Br. & Barfuss gehört seit 2016 zur Subtribus Vrieseinae W.Till & Barfuss der Tribus Vrieseeae W.Till & Barfuss in der Unterfamilie Tillandsioideae innerhalb der Familie der Bromeliaceae.
Die Stigmatodon-Arten gedeihen nur im östlichen Brasilien.
| Es gibt seit 2025 etwa 36 Arten in der Gattung Stigmatodon: |
| - Stigmatodon amadoi (Leme) Leme, G.K.Br. & Barfuss (Syn.: Vriesea amadoi Leme): Sie kommt im brasilianischen Bundesstaat Espirito Santo vor. - Stigmatodon andaraiensis (Leme) D.R.Couto & A.F.Costa (Syn.: Vriesea andaraiensis Leme): Diese Neukombination erfolgte 2022. Sie kommt im brasilianischen Bundesstaat Bahia vor. - Stigmatodon apparicianus (E.Pereira & Reitz) Leme, G.K.Br. & Barfuss (Syn.: Vriesea appariciana E.Pereira & Reitz): Sie kommt im brasilianischen Bundesstaat Espirito Santo vor. - Stigmatodon attenuatoides D.R.Couto, Manhães & A.F.Costa: Die Erstbeschreibung erfolgte 2020. Sie wurde bisher nur lithophytisch auf kahlen, senkrechten Felsen in großen Beständen wachsend auf Inselbergen in Höhenlagen von 120 bis 380 Metern im brasilianischen Bundesstaat Espírito Santo gefunden. - Stigmatodon belloi (Leme) Leme, G.K.Br. & Barfuss: Sie kommt im brasilianischen Bundesstaat Espirito Santo vor. - Stigmatodon bifidus (Leme & L.Kollmann) Leme, G.K.Br. & Barfuss: Sie kommt im brasilianischen Bundesstaat Espirito Santo vor. - Stigmatodon brassicoides (Baker) Leme, G.K.Br. & Barfuss (Syn.: Tillandsia brassicoides Baker, Vriesea brassicoides (Baker) Mez): Dieser Endemit gedeiht nur in einer Höhenlage von etwa 850 Metern an senkrechten Felswänden in der Nähe des Gipfels des Corcovado im brasilianischen Bundesstaat Rio de Janeiro vor. - Stigmatodon carioca Manhães, D.R.Couto & A.F.Costa: Sie wurde 2025 erstbeschrieben. Sie wurde bisher nur in einer Höhenlage von etwa 200 Metern an senkrechten granitischen Felswänden von Küsten-Inselbergen im brasilianischen Bundesstaat Rio de Janeiro gefunden. - Stigmatodon costae (B.R.Silva & Leme) Leme, G.K.Br. & Barfuss (Syn.: Vriesea costae B.R.Silva & Leme): Sie gedeiht lithophytisch in einer Höhenlage von etwa 200 Metern im brasilianischen Bundesstaat Rio de Janeiro. - Stigmatodon croceanus (Leme & G.K.Br.) Leme, G.K.Br. & Barfuss (Syn.: Vriesea croceana Leme & G.K.Br.): Sie kommt im brasilianischen Bundesstaat Rio de Janeiro. - Stigmatodon enigmaticus D.R.Couto, Gonella & A.F.Costa: Sie wurde 2019 erstmals gesammelt. Die Erstbeschreibung erfolgte 2023. Sie wurde bisher nur lithophytisch auf einem Quartzitfelsen wachsend im Mata Atlântica in einer Höhenlage oberhalb von 1250 Metern im brasilianischen Bundesstaat Minas Gerais gefunden. - Stigmatodon euclidianus (Leme & G.K.Br.) Leme, G.K.Br. & Barfuss (Syn.: Vriesea euclidiana Leme & G.K.Br.): Sie gedeiht lithophytisch an steilen Felswänden im Mata Atlântica im brasilianischen Bundesstaat Espirito Santo. - Stigmatodon fontellanus (Leme & G.K.Br.) Leme, G.K.Br. & Barfuss (Syn.: Vriesea fontellana Leme & G.K.Br.): Sie gedeiht in einer Höhenlage von etwa 1000 Metern im brasilianischen Bundesstaat Espirito Santo. - Stigmatodon francae D.R.Couto, Manhães & A.F.Costa: Die Erstbeschreibung erfolgte 2020. Sie wurde bisher nur lithophytisch auf der Nordwand in mittelgroßen Beständen wachsend auf Inselbergen in Höhenlagen von etwa 275 Metern im brasilianischen Bundesstaat Rio de Janeiro gefunden. - Stigmatodon freicanecanus (J.A.Siqueira & Leme) D.R.Couto & A.F.Costa (Syn.: Vriesea freicanecana J.A.Siqueira & Leme): Diese Neukombination erfolgte 2022. Dieser Endemit gedeiht lithophytisch in einer Höhenlage von etwa 700 Metern nur im Gipfelbereich von Inselbergen auf flachen oder etwas geneigten Felsoberflächen im brasilianischen Bundesstaat Pernambuco. - Stigmatodon funebris (L.B.Sm.) Leme, G.K.Br. & Barfuss (Syn.: Vriesea funebris L.B.Sm.): Sie kommt im brasilianischen Bundesstaat Espirito Santo vor. - Stigmatodon gastinianus (Leme & G.K.Br.) Leme, G.K.Br. & Barfuss (Syn.: Vriesea gastiniana Leme & G.K.Br.) Dieser Endemit gedeiht lithophytisch an senkrechten Felswänden vom Mata Atlântica umgeben in einer Höhenlage von 800 bis 1000 Metern nur in der Gemeinde Sumidouro im brasilianischen Bundesstaat Rio de Janeiro. - Stigmatodon goniorachis (Baker) Leme, G.K.Br. & Barfuss (Syn.: Tillandsia goniorachis Baker, Vriesea goniorachis (Baker) Mez): : Sie gedeiht lithophytisch an steilen Felswänden im brasilianischen Bundesstaat Guanabara vor. - Stigmatodon harrylutheri (Leme & G.K.Br.) Leme, G.K.Br. & Barfuss (Syn.: Vriesea harrylutheri Leme & G.K.Br.): Sie gedeiht in einer Höhenlage von etwa 200 Metern im brasilianischen Bundesstaat Espirito Santo. - Stigmatodon ilhanus Leme & D.R.Couto: Die Erstbeschreibung erfolgte 2022. Sie wurde bisher nur lithophytisch auf senkrechten Felsen in Höhenlagen von etwa 535 Metern im brasilianischen Bundesstaat Bahia gefunden. - Stigmatodon itamarajuensis Leme, D.R.Couto & L.Kollmann: Die Erstbeschreibung erfolgte 2022. Sie wurde bisher nur lithophytisch wachsend in großen sowie dichten Beständen die senkrechten Granitfelsen vollständig bedeckend in Höhenlagen von etwa 125 Metern im brasilianischen Bundesstaat Bahia gefunden. - Stigmatodon lancifolius (Baker) D.R.Couto & A.F.Costa (Syn.: Vriesea platzmannii Mez, Tillandsia lancifolia Baker, Vriesea lancifolia (Baker) L.B.Sm.): Diese Neukombination erfolgte 2022. - Stigmatodon lemeanus D.R.Couto, A.P.Fontana & Fraga: Sie wurde 2021 erstmals gesammelt. Die Erstbeschreibung erfolgte 2023. Sie wurde bisher nur lithophytisch auf kahlen, senkrechten Felsen in großen Beständen wachsend auf Inselbergen in einer Höhenlage von 1000 bis 1080 Metern im brasilianischen Bundesstaat Espírito Santo gefunden. - Stigmatodon limae (L.B.Sm.) D.R.Couto & A.F.Costa (Syn.: Vriesea limae L.B.Sm.): Diese Neukombination erfolgte 2022. Sie kommt im brasilianischen Bundesstaat Pernambuco vor. - Stigmatodon magnibracteatus (Leme & L.Kollmann) Leme, G.K.Br. & Barfuss (Syn.: Vriesea magnibracteata Leme & L.Kollmann) - Stigmatodon medeirosii D.R. Couto & Gonella: Die Erstbeschreibung erfolgte 2024. Sie wurde bisher nur lithophytisch wachsend an senkrechten Felswänden von Inselbergen im mittleren Rio Doce River Becken im östlichen Teil des brasilianischen Bundesstaat Minas Gerais gefunden. - Stigmatodon multifoliatus (Leme & G.K.Br.) Leme, G.K.Br. & Barfuss (Syn.: Vriesea multifoliata Leme & G.K.Br.): Sie gedeiht lithophytisch an steilen Felswänden im Mata Atlântica in einer Höhenlage von etwa 300 Metern im brasilianischen Bundesstaat Espirito Santo. - Stigmatodon oliganthus (Baker) D.R.Couto & A.F.Costa: Die Erstbeschreibung erfolgte 2023. Sie wurde terrestrisch sowie epiphytisch wachsend in Höhenlagen von 1100 bis 1400 Metern nur im brasilianischen Bundesstaat Minas Gerais gefunden. - Stigmatodon plurifolius (Leme) Leme, G.K.Br. & Barfuss (Syn.: Vriesea plurifolia Leme): Sie gedeiht lithophytisch im brasilianischen Bundesstaat Espirito Santo. - Stigmatodon pseudoliganthus (Philcox) D.R.Couto & A.F.Costa (Syn.: Vriesea pseudoligantha Philcox): Diese Neukombination erfolgte 2022. Sie wurde bisher nur auf der Nordseite der Serra de Ouro, 7 km südlich von Barra de Estiva, im brasilianischen Bundesstaat Bahia gefunden. Sie gedeiht auf Sandsteinhügeln und dem Grasland dazwischen, auf Felsen und Waldland entlang eines kleinen Fließgewässers in einer Höhenlage von etwa 1150 Metern. - Stigmatodon rosulatulus (Leme) Leme, G.K.Br. & Barfuss (Syn.: Vriesea rosulatula Leme) - Stigmatodon sanctateresensis (Leme & L.Kollmann) Leme, G.K.Br. & Barfuss (Syn.: Vriesea sanctateresensis Leme & L.Kollmann) - Stigmatodon vellozicola (Leme & J.A.Siqueira) D.R.Couto & A.F.Costa (Syn.: Vriesea vellozicola Leme & J.A.Siqquera): Diese Neukombination erfolgte 2022. - Stigmatodon vexatus (Leme) Leme & D.R.Couto: Die Erstbeschreibung erfolgte 2022. - Stigmatodon viridibracteatus D.R.Couto, Fraga & Leme: Die Erstbeschreibung erfolgte 2022. Sie wurde bisher nur lithophytisch auf senkrechten Nordwänden von Granitfelsen in großen sowie dichten Beständen wachsend auf Inselbergen in einer Höhenlage von etwa 250 Metern im brasilianischen Bundesstaat Espírito Santo gefunden. - Stigmatodon zonatus (Leme & J.A.Siqueira) D.R.Couto & A.F.Costa |